# 나주 운흥사 석장승
나주 운흥사 석장승(羅州 雲興寺 石長栍)은 대한민국 전라남도 나주시 다도면, 나주 운흥사 입구에 세워진 남녀 한 쌍의 돌장승이다. 1968년 12월 12일 대한민국의 국가민속문화재 제12호로 지정되었다.

## 개요
나주 운흥사 입구에 세워진 남녀 한 쌍의 돌장승이다.
사찰 앞에 세워지는 사찰장승은 경내의 부정을 금하고 잡귀의 출입을 막는 수호신의 기능을 지닌다. 대개 무서운 듯하면서도 인자함을 지닌 모습으로 표현되며 절의 경계를 나타내기도 한다.
운흥사 석장승은 사찰에서 500m쯤 떨어진 밭 가운데 마주보고 서 있는데 왼쪽은 남자, 오른쪽은 여자의 모습이다. 남장승은 높이 270cm, 둘레가 192cm에 달하는 거대한 체구로 크고 둥근 눈에 뭉툭한 코, 송곳니가 삐져나와 있지만 인자한 할아버지의 얼굴이다. 머리에는 관을 쓰고 턱 밑에는 八자형 수염이 표시되었으며 몸체에는 ‘상원주장군(上元周將軍)’이란 이름이 새겨있다. 여장승은 웃는 표정으로 소박한 모습이다. 깊은 선으로 둥근 눈이 표시되었고 입 언저리의 잔 수염과 주걱턱 표현이 인상적이다. 몸체에는 ‘하원당장군(下元唐將軍)’이란 이름이 새겨있다.
사찰 수호의 기능을 지닌 이 장승은 여장승 뒷면의 조선 숙종 45년(1719)이라는 기록으로 정확한 제작연대를 알 수 있는 중요한 민속문화재이다.

## 현지 안내문
장승은 마을수호신이나 이정표(거리표시), 또는 사찰의 입구에 세워져 경계를 표시하는 역할을 담당한다.
오른쪽이 여장승, 왼쪽이 남장승이다. 여장승은 하원당장군이라 음각된 얇고 넓은 돌장승인데 불회사의 여장승처럼 온화한 맛이 없고, 원시예술에서 흔히 볼 수 있는 강한 인상을 하고 있다. 남장승은 거대해서 위엄이 있으며 온화하고 인자한 노인 특유의 인상을 지니고 있다. 또 큰 치아 두 개가 입의 좌우에 노출되어 있고 수염이 턱밑에서 두 갈래로 갈라져 있다. 불회사 석장승과 견주어 보면 조각법과 원형의 눈동자 등 형태가 거의 비슷하다.
여장승인 하원당장군의 뒷면에 강희 58년(1719)이라는 명문이 있어 만들어진 해를 알 수 있는 중요한 민속자료이다.

## 참고 자료
- 나주 운흥사 석장승 - 국가유산청 국가유산포털